# Víktor Yerojin
Víktor Fiódorovich Yerojin (del ruso: Виктор Фёдорович Ерохин) (Óblast de Leningrado, 15 de enero de 1940 - Ibídem, 10 de mayo de 2014) fue un entrenador y jugador de fútbol ruso que jugaba en la demarcación de defensa.

## Biografía
Debutó como futbolista en 1958 con el FC Zvezda Perm, donde jugó durante una temporada y sólo pudo jugar un partido. Tras un breve paso por el SKA Ekaterimburgo, fichó por el FC Uralmash Sverdlovsk en 1960, jugando a lo largo de tres años y acumulando 89 partidos además de marcar diez goles. En 1964 se fue traspasado por un año al FC Dnipro Dnipropetrovsk. Finalmente volvió al FC Uralmash Sverdlovsk, jugando 215 partidos y habiendo marcado ocho goles. Tras acabar la temporada 1971/1972 se retiró como futbolista. Once años después, el mismo club que le vio retirarse, le fichó como segundo entrenador del club por las cinco temporadas siguientes. Durante un año fue entrenador del primer equipo del FC Uralelektromed Verjniaya Pyshma. En 1995 y en 1997 volvió al FC Uralmash Yekaterinburg, pero esta vez para ser entrenador del primer equipo. Tras un paso de tres años por el equipo filial del mismo club se retiró como entrenador
Falleció el 10 de mayo de 2014 a los 74 años de edad.

## Clubes

### Como futbolista
| Club                     | País            | Año         | Partidos | Goles |
| ------------------------ | --------------- | ----------- | -------- | ----- |
| FC Zvezda Perm           | Unión Soviética | 1958        | 1        | 0     |
| SKA Ekaterimburgo        | Unión Soviética | 1959        | ¿?       | ¿?    |
| FC Uralmash Sverdlovsk   | Unión Soviética | 1960 - 1963 | 89       | 10    |
| FC Dnipro Dnipropetrovsk | Unión Soviética | 1964 - 1965 | 42       | 8     |
| FC Uralmash Sverdlovsk   | Unión Soviética | 1966 - 1972 | 215      | 8     |

### Como entrenador
| Club                                  | País            | Año         |
| ------------------------------------- | --------------- | ----------- |
| FC Uralmash Sverdlovsk (asistente)    | Unión Soviética | 1983 - 1988 |
| FC Uralelektromed Verkhnyaya Pyshma   | Unión Soviética | 1993        |
| FC Uralmash Yekaterinburg             | Unión Soviética | 1995        |
| FC Uralmash Yekaterinburg             | Unión Soviética | 1997        |
| FC Uralmash Yekaterinburg (asistente) | Unión Soviética | 1999 - 2002 |